# Réserve naturelle nationale du Platier d'Oye
La réserve naturelle nationale du Platier d'Oye (RNN86) est une réserve naturelle nationale située en bord de mer dans le Pas-de-Calais. Classée en 1987, elle s'étend sur 391 ha et protège un ensemble de milieux littoraux favorable à l'avifaune migratrice.

## Localisation

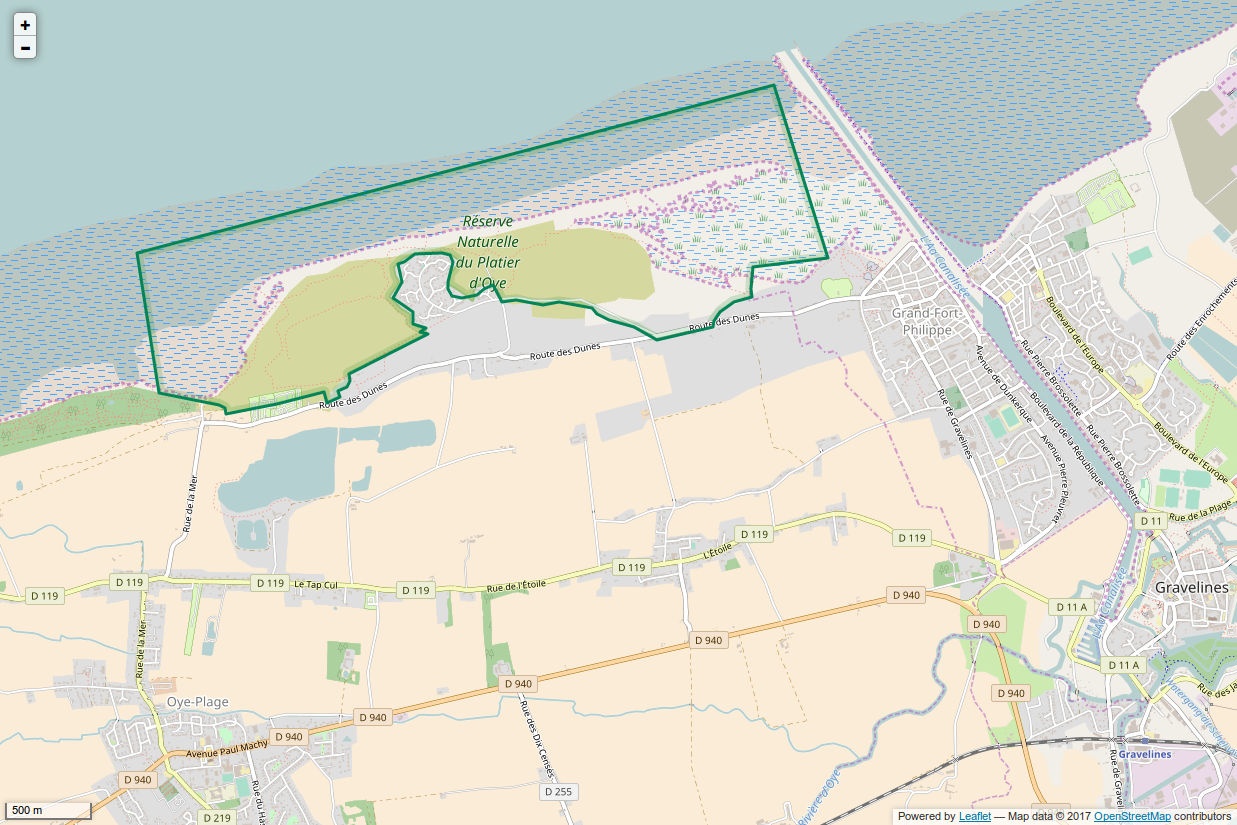
Périmètre de la réserve naturelle.

La réserve naturelle se situe dans le Pas-de-Calais sur le littoral de la commune d'Oye-Plage entre Calais et Dunkerque et s'arrête à la limite du département du Nord, en rive gauche de l'estuaire de l'Aa. Le territoire comprend 141 hectares terrestres à une altitude ne dépassant pas 2 m (hors élévation de la dune) et 250 hectares sur le domaine public maritime.

## Histoire du site et de la réserve
Le Conservatoire du littoral a acquis, depuis 1979, plus de 200 ha des terrains de cette réserve. 
La création officielle de la réserve, en 1987, a conduit à de nombreux conflits d'usage, en particulier avec les chasseurs qui, depuis longtemps, avaient creusé sur une partie de cet espace des mares pourvues de huttes de chasse. Ces conflits ne sont pas éteints et se sont compliqués d'enjeux nouveaux, liés notamment aux risques d’érosion côtière et de submersion marine d'un lotissement enclavé dans la réserve, au point d'oblitérer, aujourd'hui encore, certains des principaux objectifs de la réserve.

## Écologie (biodiversité, intérêt écopaysager…)
La réserve se compose de trois espaces distincts : l’estran et ses dunes sur une longueur de 3,5 kilomètres, en évolution permanente sous l’effet des courants marins et des vents, le système estuarien où se sont développés des vasières de type schorre et des prés salés et le polder, avec ses prairies humides isolées derrière le cordon dunaire.

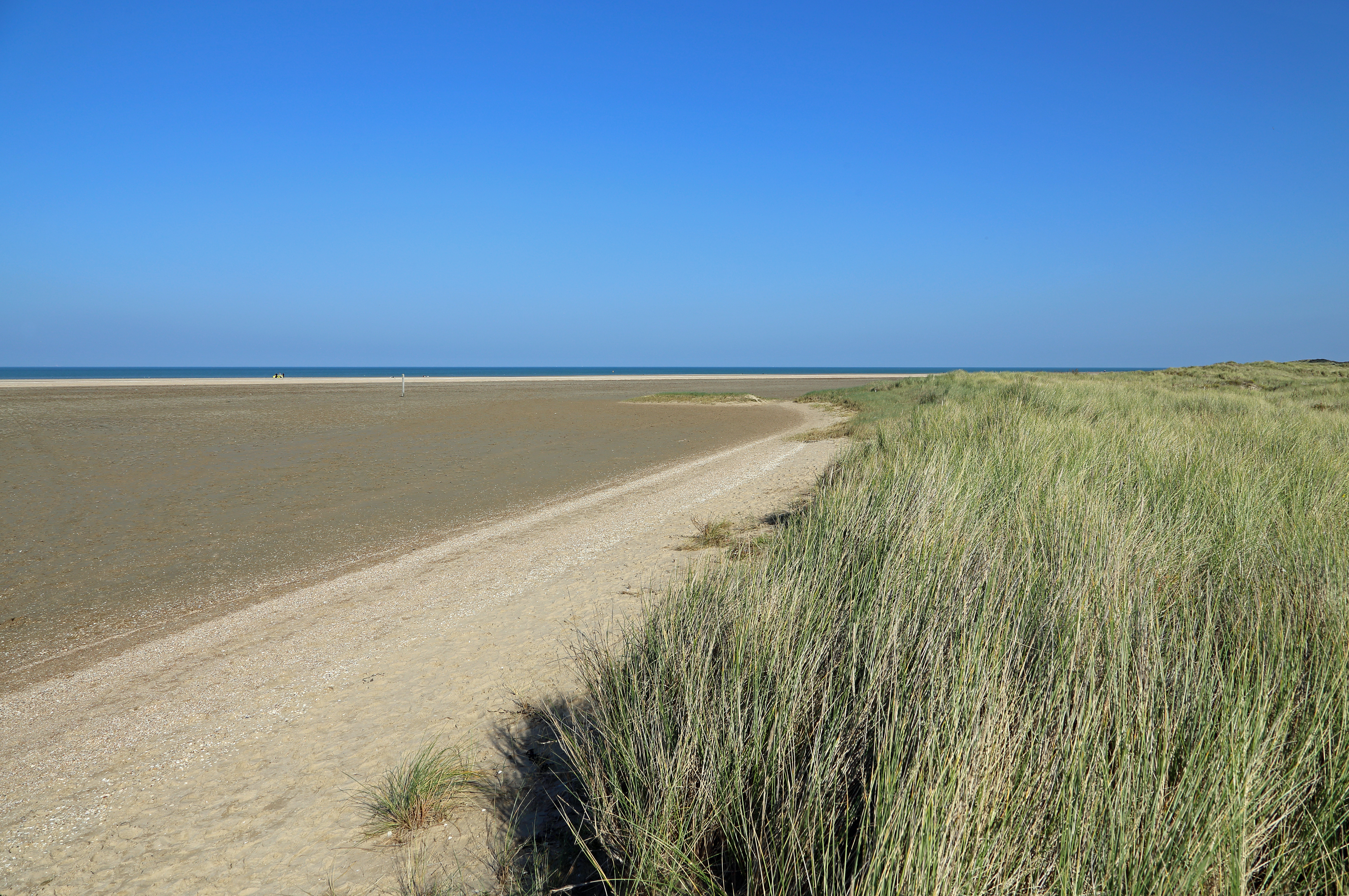
Dune côtière du platier d'Oye.

### Flore
Le platier d’Oye, par ses nombreuses biotopes, offre une flore et une végétation très diverses : 361 espèces ont été recensées, dont 86 d’intérêt patrimonial. On y trouve notamment : l'Obione pédonculée (protection nationale), la Violette de Curtis (protection nationale), l’Orchis pyramidal, la Cochléaire officinale, le Panicaut maritime (protection régionale), l’Orobanche pourprée (protection régionale).

### Faune
Le Platier d'Oye est un couloir migratoire très important qui en fait une zone d'observation ornithologique particulièrement riche : 230 espèces d’oiseaux y ont été observées, dont 85 d’intérêt patrimonial. C'est en particulier une zone de reproduction de différentes espèces migratoires comme : le Vanneau huppé (Vanellus vanellus), l'Avocette élégante (Recurvirostra avosetta), le Chevalier gambette (Tringa totanus), les Sternes caugek (Sterna sandvicensis) , naine (Sterna albifrons) et pierregarin (Sterna hirundo), l'Avocette élégante (Recurvirostra avosetta), le Petit Gravelot (Charadrius dubius) et le Gravelot à collier interrompu (Charadrius alexandrinus), la Bécassine des marais (Gallinago gallinago), la Mouette mélanocéphale (Larus melanocephalus), le Busard des roseaux (Circus aeruginosus)…
C'est aussi une zone d'étape et d'hivernage pour de nombreuses autres comme : l 'Aigrette garzette (Egretta garzetta), le Balbuzard pêcheur (Pandion haliaetus), la Spatule blanche (Platalea leucorodia), les Cigognes blanches et noires, le Bruant des neiges (Plectrophenax nivalis), les Pluviers argentés (Pluvialis squatarola) et dorés (Pluvialis apricaria), le Faucon pèlerin (Falco peregrinus)…

## Intérêt touristique et pédagogique
Des visites guidées sont organisées sur la réserve par le gestionnaire. Un parcours libre est également aménagé avec des points d'observation de la faune.

## Administration, plan de gestion, règlement

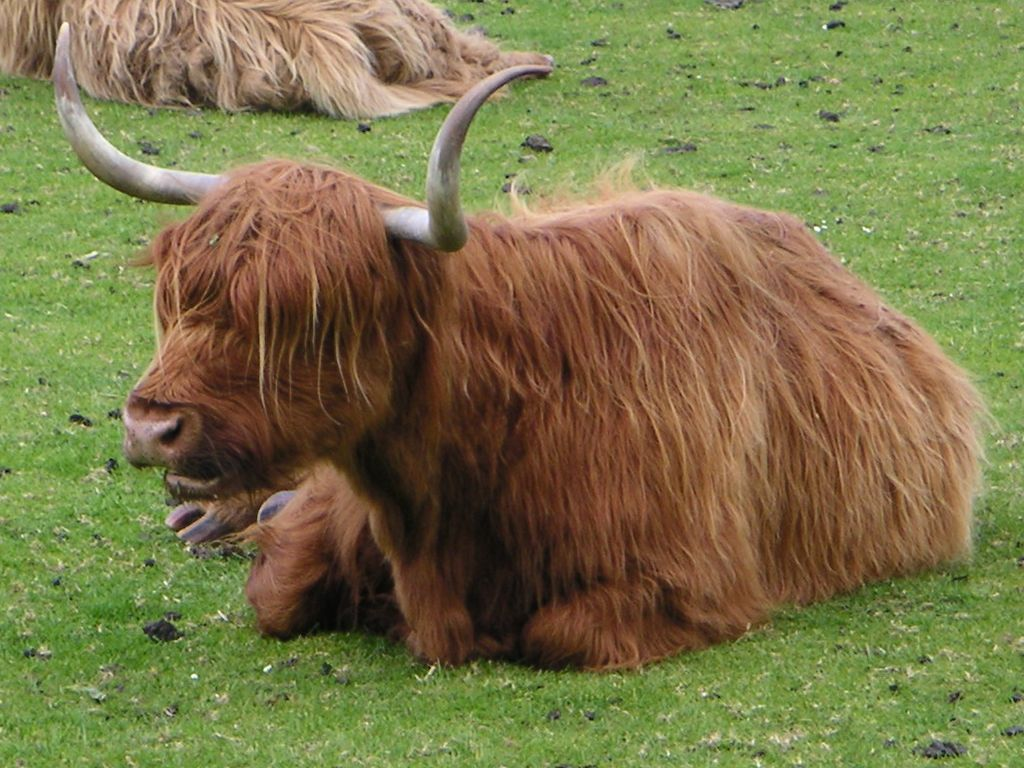
Vache Highland.

La gestion de la réserve naturelle a été confiée au Syndicat Mixte EDEN 62.
La mise en pâturage de vaches et poneys Highland entretient les prairies qui sont propices à certaines espèces d'oiseaux migrateurs qui s'y reposent et s'y reproduisent. Pour maintenir la zone récente de polder, des plans d'eau ont été creusés favorisant le stationnement de nombreuses espèces de canards.

### Outils et statut juridique
La réserve naturelle a été créée par le décret n° 87-533 du 9 juillet 1987.
Dans le cadre du réseau Natura 2000, le site correspond à la ZPS FR3110039 depuis juin 1988. Le site correspond également à la ZNIEFF de type I 310007286 - Platier d’Oye et Plage du Fort Vert.
La directive oiseaux n° 131015 de l'Union européenne s'applique à ce site depuis 1988.